# Licypriya Kangujam
Licypriya Kangujam (Bashikhong, Manipur, 2 d'octubre del 2011) és una activista mediambiental índia. El 2019, va rebre l'International Children's Peace Prize, l'Índia Peace Prize i el Dr A. P. J. Abdul Kalam Children's Award. El mateix any, va ser escollida com a activista mediambiental juntament amb Greta Thunberg i Jamie Margolin al Programa de les Nacions Unides per al Desenvolupament, en què es va destacar els joves que lluiten contra el canvi climàtic. The Times of India va declarar que era l'activista climàtica més jove de l'Índia.